# نبرد ساچون (۱۵۹۸)
نبرد ساچون (به ژاپنی: 泗川) محاصره‌ای است که توسط نیروهای کره‌ای و چینی در برابر نیروهای مهاجم ژاپنی‌های در ساچئون در ۲۸–۲۹ سپتامبر، ۱۵۹۸، در جریان تهاجم هیده‌یوشی به کره انجام شد.